# Beckerit

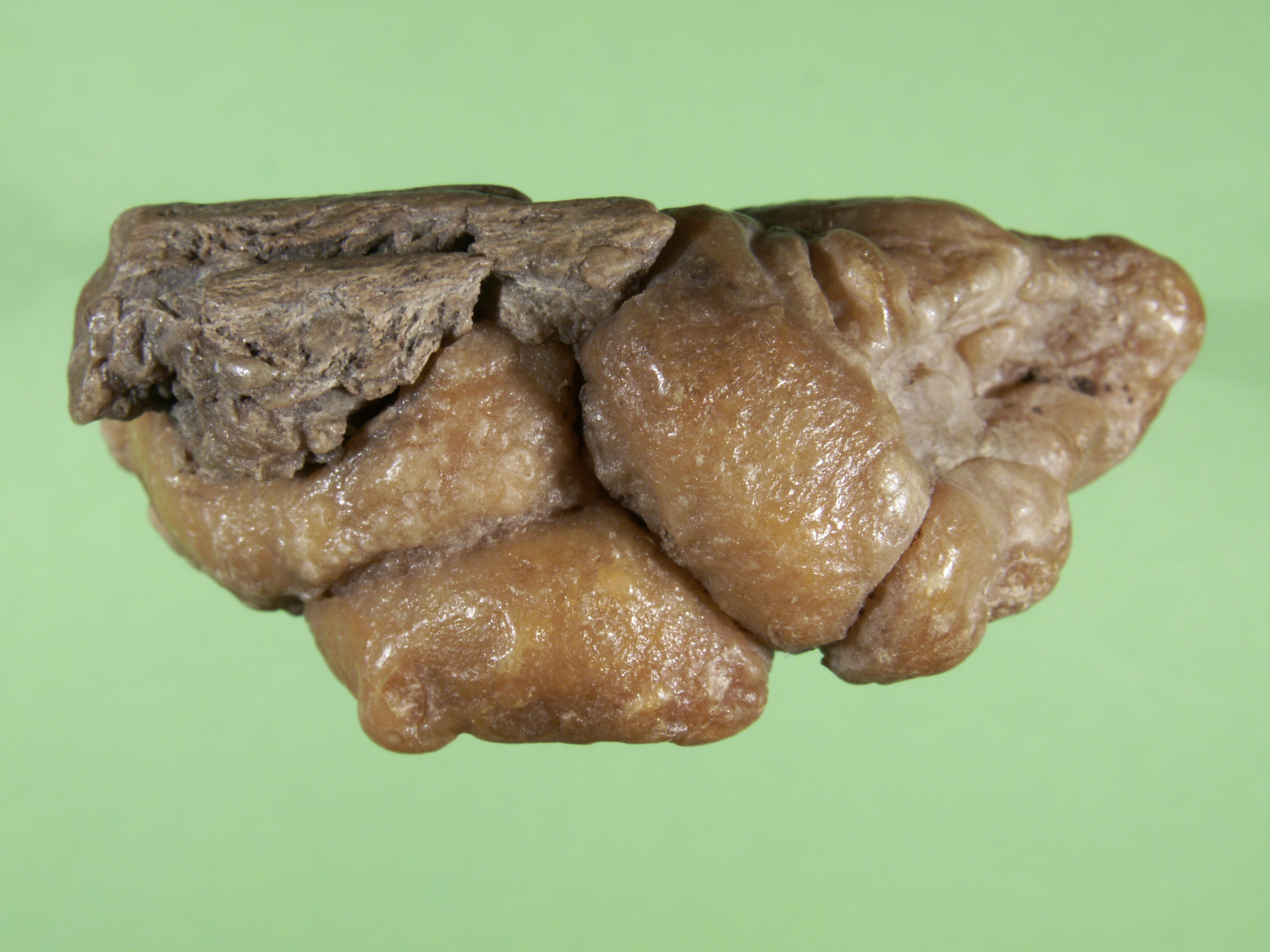
Beckerit, Naturform; Größe: 54 mm; Sammlung: Naturkundliches Museum Mauritianum Altenburg.

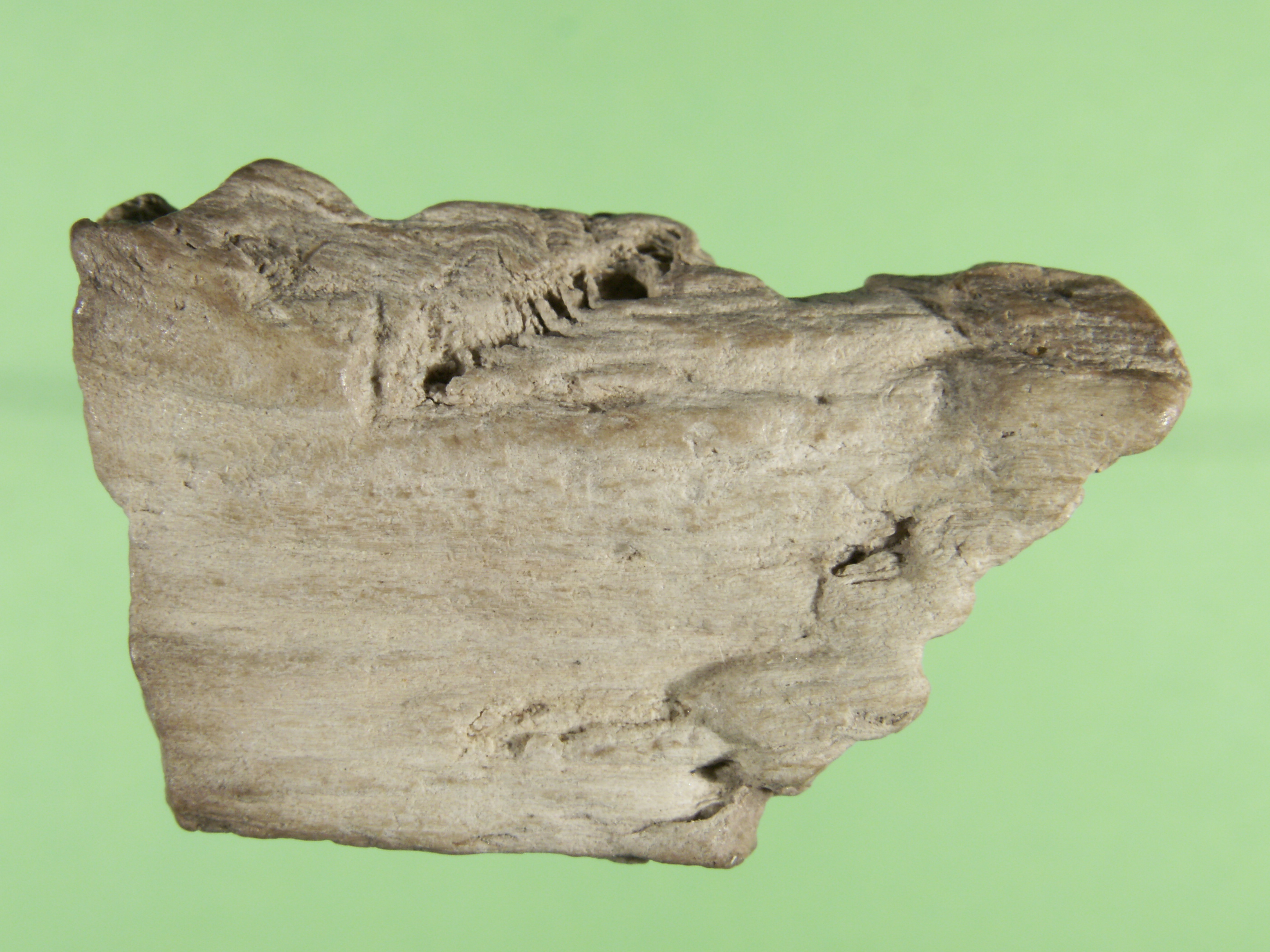
Beckerit, Naturform; Größe: 37 mm; Sammlung: Naturkundliches Museum Mauritianum Altenburg.

Beckerit ist eine Bernsteinart, die 1880 von Ernst Pieszczek beschrieben wurde. Beckerit wurde als akzessorischer Bestandteil im bergbaulich gewonnenen und an den Ostseeküsten angespülten Baltischen Bernstein (Succinit) gefunden. Die Namensgebung erfolgte nach Moritz Becker, dem Mitinhaber der Firma Stantien & Becker, dem ersten Unternehmen des industriellen Bernsteinabbaus im Samland.

## Merkmale des Beckerits
Nach der Beschreibung von Ernst Pieszczek bildet dieses fossile braune Harz „knollen- und tropfenförmige, aber auch lamellenartige Stücke verschiedener Grösse, welche den früheren Zustand des Geflossenseins zum Theil deutlich erkennen lassen. Auf den lamellenförmigen meist kleineren Stücken zeigen sich oft deutliche Längserhabenheiten und -vertiefungen, welche vielleicht Abdrücke der Rinde des Baumes sind, dem das Harz vor Zeiten entfloss.“ „Die Oberfläche ist hell graubraun, matt, der Bruch erdig, selten muschelig, durchaus nicht glänzend und ebenfalls von graubrauner Farbe.“ Es hat „eine fast zähe Beschaffenheit, so dass es sich nur schwierig fein pulvern lässt. Das Pulver ist von graubrauner Farbe.“ Es erwies sich in organischen Lösungsmitteln als fast unlöslich und es enthält keine Bernsteinsäure. Der hohe Aschegehalt von 5,7 % weist auf einen hohen Verunreinigungsgrad hin. Die Beschreibung einer Vielzahl von Pflanzen und Abdrücken im „Braunharz“ durch Robert Caspary weckt Zweifel, ob ihm ausschließlich das von Ernst Pieszczek als Beckerit bezeichnete fossile Harz vorlag.

## Fundgebiete
Seitdem sind keine Neufunde aus dem Samland dazugekommen. Nachuntersuchungen von Belegstücken aus mehreren wissenschaftlichen Sammlungen mittels Infrarotspektroskopie führten zum Ergebnis, dass dieses Belegmaterial keine aromatischen Verbindungen enthält und es sich vorwiegend um stark verunreinigten Succinit handelt. Nicht berücksichtigt wurden dabei aber offensichtlich die von Ernst Pieszczek beschriebenen physikalischen Eigenschaften, insbesondere die große Zähigkeit und auch die häufigen Holzabdrücke.
Neue Funde sind erst ab dem Jahre 1986 vom Bitterfelder Bernsteinvorkommen und aus der Niederlausitz bekannt geworden. Aus dem Bernsteinvorkommen Bitterfeld wurden mehr als 260 Stücke geborgen. Die Untersuchung mittels Infrarotspektroskopie erbrachte einen hohen Anteil aromatischer Verbindungen, das fossile Harz ist ein natürliches Polystyrol. Nach der Systematik von Anderson & Grelling gehört Beckerit zur Klasse III.
Wegen der abweichenden Ergebnisse bei der Untersuchung der angeblichen Originalbelegstücke aus dem Samland, siehe weiter oben, kam die Vermutung auf, dass es sich bei dem Bitterfelder Harz mit aromatischen Bestandteilen um Siegburgit und nicht um Beckerit handeln könnte. Die Versuche zum direkten Beweis durch Vergleich der Infrarotspektren der Harze von Siegburg und Bitterfeld scheiterten am hohen Anteil der Fremdbestandteile des Siegburger Materials. Nachdem nunmehr von reinen Harzsubstanzen Infrarotspektren vorliegen ist zweifelsfrei erwiesen, dass das Harz aus Bitterfeld kein Siegburgit ist und damit stimmen auch die abweichenden physikalischen Eigenschaften überein.
Als Erzeugerpflanze des Beckerit aus Bitterfeld wurde aufgrund der aromatischen Bestandteile ein Vertreter der artenreichen Familie der Hamamelidaceae (Zaubernussgewächse), vielleicht einer Art der Gattung Liquidambar (Amberbäume) vermutet. Anhand von sehr ähnlichen verharzten Holzstücken aus Schichten des Miozäns der Niederlausitz wird Liquidambaroxylon speciosum Felix, 1884 als Erzeugerpflanze des Beckerit angenommen.